# غريغ بوكر
غريغ بوكر (بالإنجليزية: Greg Booker)‏ هو لاعب كرة قاعدة أمريكي، ولد في 22 يونيو 1960 في لينشبرغ في الولايات المتحدة، وتوفي في 30 مارس 2019 بسبب سرطان.

## وصلات خارجية
- غريغ بوكر على موقع دوري كرة القاعدة الرئيسي (الإنجليزية)
- غريغ بوكر على موقعبيزبول رفرنس.كوم (الدوري الرئيسي) (الإنجليزية)
- غريغ بوكر على موقعبيزبول رفرنس.كوم (الدوري الثانوي) (الإنجليزية)
- غريغ بوكر على موقع إي إس بي إن.كوم (أم.أل.بي) (الإنجليزية)
- غريغ بوكر على موقع مشجعي الرسوم البيانية (الإنجليزية)